# Hammerella gracilis
Hammerella gracilis är en kvalsterart som först beskrevs av Hammer 1977.  Hammerella gracilis ingår i släktet Hammerella och familjen Granuloppiidae. Inga underarter finns listade i Catalogue of Life.